# Call (commande DOS)
Pour les articles homonymes, voir Call (homonymie).
call est une commande MS-DOS permettant d'appeler un programme depuis un autre.

## Informations sur la commande
La commande propose un paramètre permettant d'afficher l'aide: (/?):

Aperçu de l'aide de la commande
```
C:\Users\Utilisateur> call /?

Appelle un programme de commandes depuis un autre.
CALL [lecteur:] [chemin] nom_de_fichier [paramètres de commande]

  paramètres de commande      Paramètres requis par le programme de commandes appelé.

Si les extensions de commandes sont activées, CALL est modifié comme suit :

La commande CALL accepte maintenant des étiquettes comme cible de CALL. La
syntaxe est :

    CALL : étiquette arguments

Un nouveau contexte de fichier de commandes est créé avec les arguments
spécifiés et le contrôle est transmis à la commande suivant l'étiquette
spécifiée. Vous devez "quitter" deux fois en atteignant la fin du script du
fichier de commandes deux fois. La première fois que vous lisez la fin, le
contrôle reviendra juste après la commande CALL. La seconde fois vous
quitterez le script de commandes. Entrez GOTO /? pour une description de
l'extension GOTO :EOF qui vous permettra de "retourner" en dehors d'un script
de commandes.

De plus, l'expansion de références d'arguments du script de commandes (%0,%1, etc.) a été modifiée comme suit :

    %* se réfère à tous les arguments d'un script de commandes (ex. %1 %2 %3 %4 %5 ...)

    La substitution de paramètres de commandes (%n) a été améliorée. Vous pouvez maintenant utiliser la syntaxe suivante en option :

       %~1         - étend %1 en supprimant les guillemets (")
       %~f1        - étend %1 en nom de chemin d'accès reconnu
       %~d1        - étend %1 en lettre de lecteur uniquement
       %~p1        - étend %1 en chemin d'accès uniquement
       %~n1        - étend %1 en nom de fichier uniquement
       %~x1        - étend %1 en extension de fichier uniquement
       %~s1        - chemin étendu contenant uniquement des noms courts
       %~a1        - étend %1 en attributs du fichier
       %~t1        - étend %1 en date/heure du fichier
       %~z1        - étend %1 en taille du fichier
       %~$PATH:1   - parcourt les répertoires de la variable
                      d'environnement PATH et étend %1 en nom du
                      premier fichier reconnu trouvé. Si le nom de la
                      variable d'environnement n'est pas défini ou
                      que le fichier n'est pas trouvé par la recherche,
                      alors ce modificateur étend en chaîne vide

    Vous pouvez combiner les modificateurs pour des résultats composés :

        %~dp1       - étend %1 en lettre de lecteur et chemin d'accès
                       uniquement
        %~nx1       - étend %1 en nom de fichier et extension uniquement
        %~dp$PATH:1 - parcourt les répertoires listés dans la variable
                       d'environnement PATH à la recherche de %1 et étend
                       en lettre de lecteur du premier trouvé.
        %~ftza1     - étend %1 en DIR comme ligne en sortie

    Dans les exemples ci-dessus %1 et PATH peuvent être remplacés par
    d'autres valeurs valides. La syntaxe %~ se termine par un numéro
    d'argument valide. Vous ne pouvez pas utiliser les modificateurs %~ avec %*

```